# Associação Cultural Esporte Clube Baraúnas
L'Associação Cultural Esporte Clube Baraúnas, noto anche come Baraúnas, è una società calcistica brasiliana con sede nella città di Mossoró, nello stato del Rio Grande do Norte.

## Storia
Nel 1924, il Baraúnas era inizialmente un bloco carnavalesco.
Alcuni membri del bloco, il 14 gennaio 1960, fondarono l'Esporte Clube Baraúnas.
Nel 1966, l'Esporte Clube Baraúnas cambiò denominazione in Associação Cultural Esporte Clube Baraúnas.
Nel 1989, il Baraúnas ha partecipato al Campeonato Brasileiro Série B, dove è stato eliminato alla prima fase.
Nel 1998, il club ha partecipato al Campeonato Brasileiro Série C, dove è stato eliminato alla prima fase.
Nel 2005, il Baraúnas ha partecipato alla Coppa del Brasile per la prima volta. Nel primo turno, il club ha eliminato l'América-MG, nel secondo turno, ha eliminato il Vitória, agli ottavi di finale, il Baraúnas ha eliminato il Vasco da Gama, ai quarti di finale, il club è stato eliminato dal Cruzeiro.
Nel 2006, il Baraúnas ha vinto il suo primo campionato statale, dopo aver battuto il suo rivale, il Potiguar de Mossoró, in finale. Luciano Paraíba del Baraúnas è stato il capocannoniere del campionato, con 11 gol.

## Palmarès

### Competizioni statali
- Campionato Potiguar: 1

2006
- Campeonato Potiguar Segunda Divisão: 1

2023

### Altri piazzamenti
- Campeonato Brasileiro Série D:

Terzo posto: 2012